# Mesostoma macroprostatum
Mesostoma macroprostatum är en plattmaskart. Mesostoma macroprostatum ingår i släktet Mesostoma och familjen Typhloplanidae. Inga underarter finns listade i Catalogue of Life.